# Instant Star
Instant Star ist eine kanadische Fernsehserie von Linda Schuyler und Stephen Stone, die von September 2004 bis Juni 2008 von Epitome Pictures Inc produziert wurde. In Deutschland wurde allerdings seit Januar 2006 nur die erste Staffel auf VIVA ausgestrahlt. Im Mai 2007 begannen die Dreharbeiten für die letzte Staffel. Die Serie wurde mit dem Ende der vierten Staffel eingestellt.

## Handlung
In jeder Folge von Instant Star geht es um die Probleme und Herausforderungen des Erfolges und des privaten Lebens der Hauptdarstellerin Jude Harrison. Ihre persönlichen Erlebnisse spiegeln sich in ihrer Musik wider.
In der ersten Staffel muss Jude lernen, sich in der Welt der Berühmtheiten zurechtzufinden. Ihr Leben wird immer wieder auf harte Proben gestellt, sei es gegenüber ihrer Familie, ihren Freunden oder der Schule. Sie muss erkennen, dass Eltern nicht perfekt sind, Freunde manchmal nicht wissen, wie sie mit Judes Erfolg umgehen sollen, dass die Liebe ein gefährliches Spiel ist und nicht alle Menschen nur Gutes im Sinne haben.
In der zweiten Staffel hat Jude es zwar geschafft, in das Musikbusiness einzusteigen, doch sie muss nun lernen, wie sie sich auch an der Spitze halten kann. Sie wird mehr und mehr zu einer eigenständigen Künstlerin, ist jedoch immer noch auf Hilfe von ihrer Plattenfirma, ihrer Familie und ihren Freunden angewiesen. Sie lernt im Laufe der Zeit, wem sie vertrauen kann. Jedoch muss sie dabei immer wieder Rückschläge in Kauf nehmen.
In der dritten Staffel wird Jude zu einer vollwertigen Künstlerin, die eigene Entscheidungen für ihre Karriere trifft. Ihr Privatleben wird jedoch in immer komplizierteren Situationen dargestellt, insbesondere die seit Beginn andauernde heimliche Liebe zu ihrem Produzenten Tommy.

## Besetzung
| Rolle                      | Schauspieler      | Hauptrolle (Staffel) | Synchronsprecher       |
| -------------------------- | ----------------- | -------------------- | ---------------------- |
| Jude Harrison              | Alexz Johnson     | 1–4                  | Tanya Kahana           |
| Tom "Tommy Q" Quincy       | Tim Rozon         | 1–4                  | Björn Schalla          |
| Sadie Harrison             | Laura Vandervoort | 1–4                  | Julia Kaufmann         |
| Jamie Andrews              | Kristopher Turner | 1–4                  | Marius Clarén          |
| Stuart Harrison            | Simon Reynolds    | 1–4                  | Hans-Jürgen Dittberner |
| Victoria Harrison          | Jane Sowerby      | 1–2                  |                        |
| Vincent "Speed" Spiederman | Tyler Kyte        | 1–4                  | Sebastian Schulz       |
| Kwest                      | Mark Taylor       | 1–4                  |                        |
| Darius Mills               | Wes Williams      | 1–4                  | Tobias Kluckert        |

Nebenrollen
| Rolle                 | Schauspieler       | Nebenrolle (Staffel) | Synchronsprecher  |
| --------------------- | ------------------ | -------------------- | ----------------- |
| Kyle Bateman          | Ian Blackwood      | 1–4                  |                   |
| Wally Robbins         | Christopher Gaudet | 1–4                  | Tommy Morgenstern |
| Portia Mills          | Miku Graham        | 1–4                  | Viktoria Voigt    |
| Katerina "Kat" Benton | Barbara mamabolo   | 1–4                  | Maria Koschny     |
| Georgia Bevans        | Tracy Waterhouse   | 1                    |                   |
| E.J. Li               | Andrea Lui         | 1                    |                   |
| Shay Mills            | Matthew Brown      | 1                    |                   |
| Eden Taylor           | Katrina Matthews   | 1                    |                   |
| Yvette                | Claudia Besso      | 1                    |                   |
| Petsy Sewer           | Zoie Palmer        | 2–3                  | Anja Stadlober    |
| Mason Fox             | Nicholas Rose      | 2                    | Dominik Auer      |
| Liam Fenway           | Vincent Walsh      | 2                    |                   |
| Don                   | John Ralston       | 2                    |                   |
| Karma                 | Cory Lee           | 3–4                  |                   |
| Hunter                | Corey Seiver       | 3                    |                   |
| Milo                  | Kyle Riabko        | 4                    |                   |
| Zeppelin              | Tatiana Maslany    | 4                    |                   |
| Blu                   | Cassie Steele      | 4                    |                   |

Gastrollen
| Rolle          | Schauspieler      | Gastrolle (Episode) | Synchronsprecher |
| -------------- | ----------------- | ------------------- | ---------------- |
| T-Bone         | Shawn Singleton   | 1.05, 1.07, 2.02    |                  |
| Chaz Blackburn | Christopher Ralph | 1.11, 2.05          | Robin Kahnmeyer  |
| Stacey Farber  | Stacey Farber     | 2.08                |                  |
| Aubrey Graham  | Aubrey Graham     | 2.08                |                  |
| Helen          | Jordan Todosey    | 2.10                |                  |

Instant Stars
- Staffel 1
  - Sieger: Jude Harrison
  - Zweiter: Eden Taylor
- Staffel 2
  - Sieger: Mason Fox
  - Zweiter: Angie oder Chris
- Staffel 3
  - Sieger: Karma
  - Zweiter: Bobby
- Staffel 4
  - Sieger: Milo
  - Zweiter: Blu oder Zeppelin

## Herkunft des Filmnamens „Harrison“
Alle Namen der Harrison Familie stehen im Bezug zu den Beatles. Der Nachname Harrison stammt von George Harrison. Jude's Name kommt aus dem Song Hey Jude und Sadie wurde ebenfalls nach einem Song Sexy Sadie benannt. Die Namen der Eltern Stuart und Victoria kommen von Stuart Sutcliffe (Victor ist ein weiterer Vorname von Stuart Sutcliffe, daher Victoria).

### Instant Star Minis
Mit dem Start der dritten Staffel wurden kleine Webisoden gedreht, welche auf The-N.com zu sehen waren.
Staffel 3
1. "If I Should Stay" – Tommy zeigt Jude, wie sie zu sich selbst findet.
2. "The Flame" – Karma führt Tommy die sexy Performance zu ihrer Single vor.
3. "Warrior Princess" – Sadie wird überfallen, verteidigt sich aber als Ninja.
4. "Geometry Of Love" – Jamie erklärt die komplizierte Verkettung der Pärchen bei Instant Star.
5. "Instant Noir" – Ein Gespräch zwischen Tommy und Jude.
6. "My Best-Friend's Wedding" – Es ist Judes Hochzeitstag. Doch für wen hat sie sich entschieden?
7. "8 Kilometers" – Die Spiederman Mind Explosion "versucht" zu rappen.
8. "Hollywood Undercover" – Eine angebliche Hochzeit, Drogen, ... Was ist los in Judes Leben?
9. "What You Need" – Spiedermans erstes Musikvideo.
10. "Hollywood Undercover 2" – Jetzt noch eine Affäre? Teil zwei von Hollywood Undercover.
11. "Tommy and Portia – A Bittersweet History" – Tommys und Portias gemeinsame Vergangenheit zwischen Misstrauen und Tod.

Staffel 4
1. "Higher Ground" – Was im Tourbus alles passiert.
2. "Just Wanted Your Love" – Sänger können nicht aufhören zu singen. Selbst in der Küche nicht.
3. "Remind Yourself" – Dieses Mal steht nicht Jude im Mittelpunkt, sondern die Spiederman Mind Explosion und deren erster Videodreh.
4. "That Was Us" – Jude erinnert sich an all die guten Momente mit Tommy.
5. "Live Like Music" – Höre die Musik nicht nur, sondern lebe sie.
6. "Ultraviolet" – Jude auf der Bühne.
7. "The Music"- Wenn Jude Instant Star nie gewonnen hätte, würde sie jetzt vielleicht auf der Straße spielen.
8. "2 A.M." – Judes und Tommys Liebe scheint zerbrochen. Doch Tommy will sie zurück. Wird er es schaffen?
9. "Perfect" – Jude singt bei einer Wohltätigkeitsveranstaltung.

### Instant Star: On the Set
Gemeinsam mit den Minis startete auch Instant Star: On the Set. Dabei wird über das Geschehen Backstage berichtet.
Staffel 3
1. "Time to Sing Again" – Die Performance zum ersten Song der neuen Staffel wird gedreht.
2. "Tim and Alexz Time" – Was Tim Rozon und Alexz Johnson so verbindet.
3. "20 Minute Rain Delay" – Der Dreh zur zweiten Episode der dritten Staffel.
4. "One Flew Over the Photo Shoot" – Fotoshooting am Set.
5. "Going Out With a Bang" – Wie wird ein Verkehrsunfall gedreht?
6. "On the Steps of a Mansion" – Dreh in einer Villa.
7. "A Day in the Country" – Dreh in der Natur.
8. "The Making of 'What You Need'" – Der Dreh zur zehnten Episode der dritten Staffel.
9. "Swing Kids" – Ein Dreh wie 1970.
10. "12:10 AM" – Es ist mitten in der Nacht, aber der Tag ist noch nicht vorbei! Wie schaffen es Cast und Crew mehr als 17 Stunden zu drehen?
11. "The Power to Rock"- Die Performance zum Song "The Breakdown" wird gedreht.
12. "Cory Sings" – Die Performance zum Song "No Shirt No Shoes" wird gedreht.
13. "Time To Say Goodbye"- Der letzte Drehtag. Viele Umarmungen und die Einladung zur nächsten Staffel.

## Musik
Zu jeder Staffel von Instant Star erscheint ein Soundtrack mit dem Titel Songs from Instant Star, er alle in der jeweiligen Staffel präsentierten Songs enthält. Auf den ersten beiden Soundtracks werden diese ausschließlich von Alexz Johnson gesungen, die auch die Songs auch in der Serie singt.
Auf dem dritten Soundtrack werden jedoch nur noch vier Songs von ihr gesungen. Dies lag teilweise daran, dass sie in dieser Staffel nicht alle Songs selbst sang und es zudem Probleme mit der Plattenfirma gab, bei der ihr Soloalbum erscheinen sollte. Daher wurden die Gesangsparts auf vier weitere Künstler aufgeteilt: Tyler Kyte und Cory Lee, welche Nebendarsteller der Serie sind und in der dritten Staffel Songs singen, sowie Damhnait Doyle und Lindsay Robins, zwei Songwriter der Serie.
Die Songs der Serie werden von einer Vielzahl von Songwritern geschrieben, unter anderem Damhnait Doyle, Rob Wells, Christopher Ward, Marc Jordan und Greg Johnston. Aber auch Alexz Johnson schrieb zusammen mit ihrem Bruder Brendan Johnson Songs für den ersten Soundtrack, wobei Brendan auch an dem zweiten und dritten Soundtrack mitwirkte. Beim vierten Soundtrack ist auch Alexz Johnson wieder als Songwriter beteiligt.

### Songwriter
Eine Liste der beteiligten Songwriter.
| Songwriter       | Songs | Soundtracks |
| ---------------- | --- | --- |
| Alexz Johnson    | 24 Hours, Let Me Fall, Skin, Criminal, That Girl, Just Wanted Your Love | Songs from Instant Star, Songs from Instant Star Four                                                             |
| Brendan Johnson  | Skin, Criminal, That Girl, Another Thin Line, The Breakdown, Just Wanted Your Love | Songs from Instant Star, Songs from Instant Star Two, Songs from Instant Star Three, Songs from Instant Star Four |
| Damhnait Doyle   | 24 Hours, Time to Be Your 21, Liar Liar, Anyone But You, How I Feel, Not Standing Around, Just the Beginning, Don’t You Dare, I Will Be the Flame, Darkness Round the Sun, Higher Ground | Songs from Instant Star, Songs from Instant Star Two, Songs from Instant Star Three, Songs from Instant Star Four |
| Rob Wells        | Waste My Time, I’m in Love With My Guitar, It Could Be You, Time to Be Your 21, It Could Be You, Liar Liar, Anyone But You, How I Feel, There’s Us, My Sweet Time, Who Am I Fooling, Where Does It Hurt, I Don’t Know If I Should Stay, Just the Beginning, Love to Burn, Darkness Round the Sun, Shooting Star, Deeper, I Still Love You, 2 A.M.  | Songs from Instant Star, Songs from Instant Star Two, Songs from Instant Star Three, Songs from Instant Star Four |
| Christopher Ward | Temporary Insanity, Waste My Time, Let Me Fall, I’m in Love With My Guitar, It Could Be You, How Strong Do You Think I Am, Over-rated, My Sweet Time, Who Am I Fooling, Where Does It Hurt, Love to Burn, Unraveling, I Will Be the Flame, Worth Waiting For, Deeper, Remind Yourself, I Still Love You, Here We Go Again, Live Like Music, 2 A.M. | Songs from Instant Star, Songs from Instant Star Two, Songs from Instant Star Three, Songs from Instant Star Four |
| Marc Jordan      | Time to Be Your 21, Your Eyes, Liar Liar, Fade to Black, Who Am I Fooling, White Lines, I Don’t Know If I Should Stay, Darkness Round the Sun | Songs from Instant Star, Songs from Instant Star Two, Songs from Instant Star Three                               |
| Luke McMaster    | How Strong Do You Think I Am, Anyone But You, Natural Disaster, Fade to Black, Who Am I Fooling, White Lines, Don’t You Dare, Worth Waiting For, Ultraviolet, Deeper, Remind Yourself, Here We Go Again, Higher Ground, Perfect | Songs from Instant Star Two, Songs from Instant Star Three, Songs From Instant Star Four                          |
| Greg Johnston    | How Strong Do You Think I Am, Over-rated, Not Standing Around, White Lines, Where Does It Hurt, Unraveling, Worth Waiting For, Shooting Star, Live Like Music | Songs from Instant Star Two, Songs from Instant Star Three, Songs from Instant Star Four                          |
| Jeen O’Brien     | Over-rated, Not Standing Around, I Don’t Know If I Should Stay | Songs from Instant Star Two, Songs from Instant Star Three                                                        |
| David Thomson    | Natural Disaster, Fade to Black, What You Need, I Will Be the Flame, Darkness Round the Sun | Songs from Instant Star Two, Songs from Instant Star Three                                                        |
| Fred St-Gelais   | Waste My Time, Me Out of Me, Your Eyes, Just the Beginning | Songs from Instant Star, Songs from Instant Star Three                                                            |
| James Robertson  | 24 Hours, Temporary Insanity | Songs from Instant Star                                                                                           |
| Chin Injeti      | Me Out of Me, Your Eyes | Songs from Instant Star                                                                                           |
| Andrea Wasse     | Temporary Insanity, It Could Be You | Songs from Instant Star                                                                                           |
| Tyler Kyte       | What You Need | Songs from Instant Star Three                                                                                     |
| Cory Lee         | No Shoes No Shirts | Songs from Instant Star Three                                                                                     |
| Joel Feeney      | Pick Up the Pieces | Songs from Instant Star                                                                                           |
| Chris Anderson   | Love to Burn | Songs from Instant Star Three                                                                                     |

### Wissenswertes
Die Soundtracks wurden im Orange Record Label veröffentlicht und von Dave Ogilvie, Jody Colero und Matt Hyde produziert. Executive Producer ist Stephen Stohn, welcher gleichzeitig auch Executive Producer der Fernsehserie ist.
Brendan Johnson schreibt schon lange mit seiner Schwester Songs. Er hilft ihr bei ihrer musikalischen Laufbahn und arbeitet mit ihr im Studio.
Damhnait Doyle ist in der Serie in der ersten Staffel in der Folge All Apologies zu sehen. Sie hat einen kurzen Auftritt mit der Band Shaye und präsentiert den Song Happy Baby. Shaye ist auch im realen Leben die Band von Damhnait Doyle.
Der Song Temporary Insanity wurde 2005 von der Band The Weekend gecovert.
Die Backstreet Boys coverten 2007 den Song There's Us als Bonustrack auf der japanischen und australischen Unbreakable Version. 
Außerdem coverte die französische Sängerin Marie-Mai den Song Waste My Time, auf französisch Tôt ou tard.

## Backstage Pass
Bevor die zweite Staffel Instant Star bei The-N auf Sendung ging, gab es am 13. Dezember 2006 ein Backstage-Special. Dieses beinhaltete unter anderem Interviews mit den Darstellern sowie einen Rundgang auf dem Instant-Star-Set der Epitome Studios.
Zudem spielte Alexz Johnson mit ihrer Instant-Star-Band Spiederman Mind Explosion die Songs Let Me Fall, Another Thin Line und My Sweet Time. Beim Song Skin begleiteten ihr Bruder Brendan und Tim Welch sie.
- Alexz Johnson: Gesang
- Tyler Kyte: Gitarre/Backgroundgesang
- Christopher Gaudet: Bass
- Ian Blackwood: Schlagzeug
- Brendan Johnson: Gitarre
- Tim Welch: Gitarre

## Veröffentlichungen

### DVD
Die DVD zur ersten Staffel erschien am 22. Mai 2007 (USA/UK).
- 13 Episoden
- Gelöschte Szenen
- Outtakes
- Original Vorsprechen (Alexz Johnson, Tim Rozon, Kristopher Turner)

Am 4. Dezember 2007 erschien auch die zweite Staffel (USA/UK).
- 13 Episoden
- Gelöschte Szenen
- Outtakes
- Original Vorsprechen (Nicholas Rose, Zoie Palmer, Vincent Walsh)

### CD
- 2005: Waste my Time (USA/UK)
- 2005: Time To Be Your 21 (USA/UK)
- 2005: Let Me Fall (USA/UK)
- 2005: Temporary Insanity (USA/UK)
- 2005: That Girl (USA/UK)
- 2005: Pick up the Pieces (USA/UK)
- 2006: 24 Hours (USA/UK 2005)
- 2006: Songs from Instant Star (USA/UK 2005)
- 2006: How Strong Do You Think I Am
- 2006: Songs from Instant Star Two
- 2007: I Don't Know If I Should Stay (USA/UK)
- 2007: Where Does It Hurt (USA/UK)
- 2008: Songs from Instant Star Three (USA/UK Juli 2007)
- 2009: Songs from Instant Star Four
- 2009: Songs from Instant Star Greatest Hits (USA/UK)

## Auszeichnungen
Nach der ersten Staffel wurde Instant Star bei den Gemini Awards 2005, dem wichtigsten kanadischen Fernsehpreis nominiert. Instant Star gewann den Preis für die „Beste Regie“ in der Episode You Can't Always Get What You Want. Außerdem war die Serie noch in den Kategorien „Beste Fernsehserie“ und „Beste Darstellung“ (Alexz Johnson) nominiert.
Am 28. August 2007 erhielt Instant Star drei weitere Nominierungen bei den Gemini Awards. Zum wiederholten Mal wurde Alexz Johnson für die „Beste Darstellung“ in der Episode I Fought the Law nominiert. In der Kategorie „Beste Regie“ wurden Graeme Campbell für die Episode I Fought the Law und Pat Williams l für die Episode Personality Crisis nominiert.